# Andrzej Pstrokoński
Andrzej Stefan Pstrokoński (* 28. Juni 1936 in Warschau; † 24. Dezember 2022) war ein polnischer Basketballspieler.

## Karriere
Andrzej Pstrokoński begann 1951 im Alter von 15 Jahren beim CWKS Legia Warschau mit dem Basketballspielen. Zwischen 1954 und 1970 gehörte er der ersten Mannschaft an. Mit dieser gewann er als einziger Spieler alle sieben Meistertitel in der Geschichte des Klubs. Im entscheidenden Spiel der Saison 1968/69 erzielte Pstrokoński zwei Sekunden vor Ende der Spielzeit die entscheidenden Punkte gegen Wybrzeże Gdańsk.
Für die polnische Nationalmannschaft absolvierte Pstrokoński 200 Länderspiele. Dabei gewann er Silber bei den gewann mit ihr Silber bei der Europameisterschaft 1963 sowie EM-Bronze bei der 1965. Des Weiteren gehörte er zum Aufgebot bei den Olympischen Spielen 1960 und 1964.
Nach dem Ende seiner Basketballkarriere arbeitete Pstrokoński als Trainer. Mit der polnischen Frauen-Nationalmannschaft gewann er die Bronzemedaille bei der Europameisterschaft 1968. Zwischen 1976 und 1977 war er auch Trainer der Herren-Nationalmannschaft und trainierte zwischendurch auch das Basketballteam von Legia Warschau. 
Für seine Leistungen im polnischen Sport wurde ihm 2001 das Offizierskreuz des Orden Polonia Restituta verliehen.